# Uzhaikkum Karangal
Uzhaikkum Karangal – indyjski film z 1976, w języku tamilskim w reżyserii K. Shankara.
Zawiera liczne odniesienia do polityki, teksty piosenek filmowych mówią również o sprawiedliwości społecznej, własności czy prawach pracowniczych. Część widzów odbierała treści przekazywane w tym obrazie jako rzeczywistą deklarację ideową M.G. Ramachandrana.

## Obsada
- M.G. Ramachandran
- Latha
- Pandari Bai
- Nagesh

Źródła:

## Piosenki filmowe
- Naalai uzhagai
- Aadiya paadhangal

Twórcą ich tekstów był Pulamaipithan. Swoich głosów w playbacku użyczyli M.S. Viswanathan, P. Susheela i K. J. Yesudas.